# Ade Mafe
Ade Mafe (Isleworth, 12 november 1966) is een voormalige Britse sprinter, die was gespecialiseerd in de 200 m. In 1984 en 1985 was hij de snelste Britse indooratleet in deze discipline. Sinds 1991 is hij mede-wereldindoorrecordhouder op de 4 x 200 m estafette.

## Loopbaan
In 1984 kwalificeerde Mafe zich op de olympische selectiewedstrijden met 20,77 s op de 200 m voor de Olympische Spelen van Los Angeles. Hier behaalde hij een achtste plaats in de finale van de 200 m.
Een jaar later behaalde hij zijn eerste internationale succes door de Europese titel te winnen op de 200 m van het EK junioren in het Duitse Cottbus. Met een tijd van 20,54 s versloeg hij zijn landgenoot Richard Ashby (zilver; 20,85) en de Hongaar Endre Havas (brons; 21,00). Eerder dat jaar won hij op dezelfde afstand een zilveren medaille op het WK indoor in Parijs.
In 1991 maakte Ade Mafe deel uit van de Britse estafetteploeg en hielp hij het team, naast hemzelf bestaande uit Derek Redmond, Mark Richardson en Kriss Akabusi, met een tijd van 2.59,49 door de voorrondes heen van de 4 x 400 m estafette. In de finale werden Mafe en Richardson vervangen door Roger Black en John Regis en veroverde het team een gouden medaille. Samen met Linford Christie, Darren Braithwaite en John Regis verbeterde hij op 3 maart 1991 in Glasgow het wereldindoorrecord op de 4 x 200 m estafette naar 1.22,11. Dit record staat tot op heden nog altijd (peildatum september 2009).
Mafe was aangesloten bij een atletiekvereniging in Perivale en trainde daar onder leiding van Ken Seddington met aankomend atleet Wayne Blackwood. Hij werkte als fitnesstrainer bij de voetbalclubs Chelsea, Millwall, Milton Keynes Dons, West Bromwich Albion en Watford.

## Titels
- Brits kampioen 200 m - 1990
- AAA kampioen 200 m (outdoor) - 1985
- AAA indoorkampioen 200 m - 1984, 1986
- AAA indoorkampioen 400 m - 1991, 1992

## Persoonlijke records
| Onderdeel       | Prestatie | Datum        | Plaats    |
| --------------- | --------- | ------------ | --------- |
| 400 m (outdoor) | 45,30 s   | 23 juli 1993 | Londen    |
| 200 m (indoor)  | 20,87 s   | 3 maart 1989 | Boedapest |

## Prestaties
| Jaar | Toernooi                              | Plaats      | Resultaat | Onderdeel | Tijd           |
| ---- | ------------------------------------- | ----------- | --------- | --------- | -------------- |
| 1984 | EK indoor                             | Göteborg    | 2e        | 200 m     | 21,34 s        |
|      | Britse Olympische selectiewedstrijden | Londen      | 1e        | 200 m     | 20,77 s        |
|      | Olympische Spelen                     | Los Angeles | 8e        | 200 m     | 20,85 s        |
| 1985 | WK indoor                             | Parijs      | 2e        | 200 m     | 20,96 s        |
|      | EK junioren                           | Cottbus     | 1e        | 200 m     | 20,54 s        |
| 1989 | WK indoor                             | Boedapest   | 2e        | 200 m     | 20,87 s        |
|      | EK indoor                             | Den Haag    | 1e        | 200 m     | 20,92 s        |
| 1990 | Gemenebestspelen                      | Auckland    | 3e        | 200 m     | 20,26 s (wind) |
| 1991 | WK indoor                             | Sevilla     | 3e        | 200 m     | 20,92 s        |